# Maszutkinie (gromada)
Maszutkinie – dawna gromada, czyli najmniejsza jednostka podziału terytorialnego Polskiej Rzeczypospolitej Ludowej w latach 1954–1972.
Gromady, z gromadzkimi radami narodowymi (GRN) jako organami władzy najniższego stopnia na wsi, funkcjonowały od reformy reorganizującej administrację wiejską przeprowadzonej jesienią 1954 do momentu ich zniesienia z dniem 1 stycznia 1973, tym samym wypierając organizację gminną w latach 1954–1972.
Gromadę Lipniak z siedzibą GRN w Maszutkiniach utworzono – jako jedną z 8759 gromad – w powiecie suwalskim w woj. białostockim, na mocy uchwały nr 23/V WRN w Białymstoku z dnia 4 października 1954. W skład jednostki weszły obszary dotychczasowych gromad Makowszczyzna, Maszutkinie, Olszanka, Michałówka, Ejszeryszki, Krejwiany i Sikorowizna (z wyłączeniem miejscowości Wingranki) ze zniesionej gminy Szypliszki oraz obszar dotychczasowej gromady Sudawskie ze zniesionej gminy Wiżajny w tymże powiecie. Dla gromady ustalono 9 członków gromadzkiej rady narodowej.
1 stycznia 1958 gromadę Maszutkinie zniesiono, włączając jej obszar do gromad Wiżajny (wsie Sudawskie, Rozgólne, Skombobole, Makówszczyzna i Maszutkinie Górne oraz PGR Graużyny, kolonię Sudawskie, osadę Skombobole i obszar lasów państwowych N-ctwa Puńsk obejmujący oddziały 1—10) i Rutka-Tartak (wsie Ejszeryszki, Grygaliszki, Krejwiany, Olszanka, Michałówka, Maszutkinie Dolne, Olszanka-Kułak, Bojary, Sikorowizna, Gutowszczyzna i Wingranki oraz kolonię Olszanka).